# Silicon Valley Classic 2022
Silicon Valley Classic 2022, oficiálně Mubadala Silicon Valley Classic 2022, byl profesionální tenisový turnaj hraný jako součást ženského okruhu WTA Tour na otevřených dvorcích s tvrdým povrchem v univerzitním areálu sanjoséské státní univerzity. Probíhal mezi 1. až 7. srpnem 2022 v americkém San José jako jubilejní padesátý ročník turnaje.
Turnaj dotovaný 757 900 dolary patřil do kategorie WTA 500. Představoval otevírací událost ženské části US Open Series 2022. Nejvýše nasazenou singlistkou se stala světová sedmnáctka Maria Sakkariová z Řecka. První turnaj od zisku wimbledonské trofeje odehrála Jelena Rybakinová jako nenasazená hráčka. V úvodním kole podlehla Darje Kasatkinové. Rovněž tak i wimbledonská finalistka Ons Džabúrová nastoupila do první dvouhry od londýnského majoru. Ve čtvrtfinále ale nestačila na Veroniku Kuděrmetovovou.
V důsledku invaze Ruska na Ukrajinu na konci února 2022 řídící organizace tenisu ATP, WTA a ITF s grandslamy rozhodly, že ruští a běloruští tenisté mohli dále na okruzích startovat, ale do odvolání nikoli pod vlajkami Ruska a Běloruska.
Pátý singlový titul na okruhu WTA Tour vybojovala Darja Kasatkinová, která si zahrála druhé finále v řadě. po skončení poprvé v kariéře vystoupala na deváté místo. Čtyřhru ovládly Číňanky Sü I-fan a Jang Čao-süan, jež na túře získaly druhou společnou trofej.

## Rozdělení bodů a finančních odměn

### Rozdělení bodů
| Soutěž  | Soutěž      | vítězky | finalistky | semifinalistky | čtvrtfinalistky | 16 v kole | 28 v kole | Q  | Q2 | Q1 |
| ------- | ----------- | ------- | ---------- | -------------- | --------------- | --------- | --------- | -- | -- | -- |
| dvouhra | [ 1 ] [ 8 ] | 470     | 305        | 185            | 100             | 55        | 1         | 25 | 13 | 1  |
| čtyřhra | [ 9 ]       | 470     | 305        | 185            | 100             | 1         | —         | —  | —  | —  |

### Finanční odměny
| Soutěž                                | Soutěž      | vítězky   | finalistky | semifinalistky | čtvrtfinalistky | 16 v kole | 28 v kole | Q2      | Q1      |
| ------------------------------------- | ----------- | --------- | ---------- | -------------- | --------------- | --------- | --------- | ------- | ------- |
| dvouhra                               | [ 1 ] [ 8 ] | 116 340 $ | 71 960 $   | 42 010 $       | 22 080 $        | 11 260 $  | 8 100 $   | 6 655 $ | 4 000 $ |
| čtyřhra                               | [ 9 ]       | 39 000 $  | 23 700 $   | 13 470 $       | 7 000 $         | 4 720 $   | —         | —       | —       |
| částky ve čtyřhře jsou uváděny na pár |             |           |            |                |                 |           |           |         |         |

## Ženská dvouhra

### Nasazení
| Řecko                             | Maria Sakkariová       | 3.  | 1. |
| Španělsko                         | Paula Badosová         | 4.  | 2. |
| Tunisko                           | Ons Džabúrová          | 5.  | 3. |
|                                   | Aryna Sabalenková      | 6.  | 4. |
| Španělsko                         | Garbiñe Muguruzaová    | 8.  | 5. |
| USA                               | Coco Gauffová          | 11. | 6. |
|                                   | Darja Kasatkinová      | 12. | 7. |
| Česko                             | Karolína Plíšková      | 15. | 8. |
|                                   | Veronika Kuděrmetovová | 19. | 9. |
| Žebříček WTA k 25. červenci 2022. |                        |     |    |

### Jiné formy účasti
Následující hráčky obdržely divokou kartu do hlavní soutěže:
- Katie Boulterová
- Ashlyn Kruegerová

Následující hráčky postoupily z kvalifikace:
- Kayla Dayová
- Elizabeth Mandliková
- Storm Sandersová
- Taylor Townsendová

Následující hráčka postoupila z kvalifikace jako šťastná poražená:
- Caroline Dolehideová

### Odhlášení
Před zahájením turnaje
- Jekatěrina Alexandrovová → nahradila ji  Čang Šuaj
- Danielle Collinsová → nahradila ji  Naomi Ósakaová
- Alizé Cornetová → nahradila ji  Čeng Čchin-wen
- Garbiñe Muguruzaová → nahradila ji  Caroline Dolehideová

## Ženská čtyřhra

### Nasazení
| Stát                                                                          | Hráčka                 | Stát       | Hráčka            | WTA | Nasazení |
| ----------------------------------------------------------------------------- | ---------------------- | ---------- | ----------------- | --- | -------- |
|                                                                               | Veronika Kuděrmetovová | Čína       | Čang Šuaj         | 7.  | 1.       |
| Kanada                                                                        | Gabriela Dabrowská     | Mexiko     | Giuliana Olmosová | 17. | 2.       |
| USA                                                                           | Desirae Krawczyková    | Nizozemsko | Demi Schuursová   | 28. | 3.       |
| Čína                                                                          | Sü I-fan               | Čína       | Jang Čao-süan     | 46. | 4.       |
| Žebříček WTA k 25. červenci 2022; číslo je součtem umístění obou členek páru. |                        |            |                   |     |          |

### Jiné formy účasti
Následující páry získaly do soutěže divokou kartu:
- Latisha Chan /  Beatriz Haddad Maiová
- Ashlyn Kruegerová /  Elizabeth Mandliková

## Přehled finále

### Ženská dvouhra
- Darja Kasatkinová vs.  Shelby Rogersová,  6–7(2–7), 6–1, 6–2

### Ženská čtyřhra
- Sü I-fan /  Jang Čao-süan vs.  Šúko Aojamová /  Čan Chao-čching, 7–5, 6–0